# Folk Song Favorites
| Recensione | Giudizio |
| ---------- | -------- |
| AllMusic   |          |

Folk Song Favorites è il secondo album della cantante pop statunitense Patti Page, pubblicato dalla casa discografica Mercury Records nell'ottobre del 1951.

## Tracce

### LP
Lato A
1. Down in the Valley – 2:13 (Tradizionale) – Registrato il 24 aprile 1951 a New York
2. Leanin' on the Old Top Rail – 3:14 (Nick Kenny, Charles Kenny) – Registrato il 24 aprile 1951 a New York
3. Tumbling Tumbleweeds – 3:01 (Bob Nolan) – Registrato l'11 giugno 1951 al (probabile) E.T. Herzog Recording Studio, Cincinnati, Ohio
4. I Want to Be a Cowboy's Sweetheart – 1:54 (Patsy Montana) – Registrato l'11 giugno 1951 al (probabile) E.T. Herzog Recording Studio, Cincinnati, Ohio

Lato B
1. Detour – 2:45 (Paul Westmoreland) – Registrato l'11 giugno 1951 al (probabile) E.T. Herzog Recording Studio, Cincinnati, Ohio
2. The Prisoner's Song – 3:30 (Guy Massey) – Registrato l'11 giugno 1951 al (probabile) E.T. Herzog Recording Studio, Cincinnati, Ohio
3. Who's Gonna Shoe My Pretty Little Feet – 2:38 (Jack Rael) – Registrato l'11 giugno 1951 al (probabile) E.T. Herzog Recording Studio, Cincinnati, Ohio
4. San Antonio Rose – 2:20 (Bob Wills) – Registrato l'11 giugno 1951 al (probabile) E.T. Herzog Recording Studio, Cincinnati, Ohio

- Durata brani ricavati dalle note della compilation su 4 CD dal titolo: Vol. 1 - Eight Classic Album (Real Gone Records, RGMCD123)

## Musicisti
- Patti Page – voce
- Jack Rael – direttore orchestra